# Red Patterson
John William « Red » Patterson (né le 11 mai 1987 à McKinney, Texas, États-Unis) est un lanceur droitier des Ligues majeures de baseball jouant avec les Dodgers de Los Angeles.

## Carrière
Joueur des Bulldogs de l'université Southwestern Oklahoma State, Red Patterson est sélectionné en 29e ronde du repêchage amateur par les Dodgers de Los Angeles en 2010. Il fait ses débuts dans le baseball majeur avec les Dodgers le 1er mai 2014 comme lanceur partant dans le second match d'un programme double face aux Twins du Minnesota. Patterson n'est pas impliqué dans la décision dans ce match où il n'accorde qu'un point mérité et deux coups sûrs, mais 3 buts-sur-balles, à l'adversaire.